# Kujata
Kujata es un ser mitológico, proveniente de la mitología árabe.

## Mito de Kujata
Cuenta que como el mundo era inestable, Allah-Taala colocó un ángel bajo la tierra para que éste la sostuviera. Kujata está parado en la parte posterior de un gran pescado llamado Bahamut, en la parte posterior del toro se encuentra una gran roca rubí, en la roca rubí se para un ángel y sobre el ángel reclina nuestra tierra. Debajo de Bahamut está un mar poderoso y debajo del mar un inmenso abismo de aire, debajo del abismo de aire hay fuego, y debajo del fuego una serpiente tan poderosa y grande que podría tragarse toda la creación.

## Características
Físicamente la criatura es un toro de cuatrocientas patas, bocas, lenguas, orejas y oídos, y narices. La leyenda cuenta que para viajar de extremidad a extremidad, eran necesarios quinientos años de peregrinaje sin descanso. Lo que da a entender el increíble tamaño de este ser. Lo normal y obvio es pensar que no cabe tal ser en el planeta Tierra, de hecho este gargantuesco ser es uno de los "pilares" que sujetan la Tierra según la ya nombrada Mitología árabe.